# Offshore-Wind-Industrie-Allianz
Die Offshore-Wind-Industrie-Allianz (vgl. Offshorebauwerk) wurde im Oktober 2012 von drei Windenergienetzwerken (OWIA) gegründet und in Berlin das Hauptstadtbüro eröffnet. Das Büro wird als Bürogemeinschaft mit der Stiftung Offshore-Windenergie geführt und vertritt rund 550 in den Netzwerken organisierte Firmen, Institute und Organisationen der Offshore-Windbranche. Sie vertritt  industriepolitische Interessen von Projektentwicklern und Betreibern, Anlagenherstellern, Zulieferern und den damit verbundenen Dienstleistern.

## Ziel der Allianz
Die Allianz hat das Ziel, besonders das Thema und die Notwendigkeit der Offshore-Windenergie, in der fachlichen und politischen Diskussion in der Bundesrepublik Deutschland zu vertreten. Sie soll in der inzwischen unübersichtlichen Landschaft der Windindustrie für den Offshorebereich als direkter Ansprechpartner dienen und über die Pionierarbeiten über die Windenergie im Offshorebereich zu informieren. Dies gilt bei der innovativen und komplexen Gesamtaufgabe zum Bau der deutschen Offshore Windenergieanlagen (WEA) in Entfernungen von über 50 km vor der Küste, bei der Errichtung von Transformator- und Konverterplattformen (Wandlung von Drehstrom in Gleichstrom) und bei der Stromübertragung an Land.
Bei den Windenergienetzwerken handelt es sich um die Windenergie-Agentur (WAB), Erneuerbare Energien Hamburg Clusteragentur GmbH (EEHH) und Wind Energy Network e.V. (WEN), sie verbinden durch die Gründung der OWIA die Offshore-Windindustrie der Nordwest- und Nordostregion sowie die Metropolregion Hamburg miteinander.
Die Netzwerke treten gemeinschaftlich, gleichberechtigt und partnerschaftlich in der Bundesvertretung in Berlin auf, in Zusammenarbeit mit der Stiftung Offshore-Windenergie. Die Finanzierung der OWIA erfolgt ausschließlich aus den Mitteln der beteiligten Netzwerke.

## Windenergie-Agentur WAB
Die Windenergie-Agentur WAB ist ein Unternehmensnetzwerk mit über 350 Unternehmen und Instituten aus allen Bereichen der Windindustrie mit Schwerpunkt und der maritimen Wind- und Offshorefirmen. Die WAB ist darüber hinaus Mitveranstalter der in Deutschland durchgeführten Offshore-Windmesse und Konferenz.

## Erneuerbare Energien Hamburg
Dies  Branchennetzwerk Erneuerbare Energien Hamburg (EEHH) wurde 2011 mit dem Ziel gegründet, die Branche der Erneuerbaren Energien in der Metropolregion Hamburg zu stärken und die Akteure miteinander zu vernetzen. Es verfügt über rund 170 Mitglieder aus den Bereichen Forschung, Produktion und Dienstleistungen.

## WindEnergy Network
Der Verein WindEnergy Network ist ein Industrienetzwerk und wurde 2002 gegründet, hat 2016 rund 130 Mitglieder und versteht sich als landes- und bundesweiter Ansprechpartner für die Onshore- und Offshore-Windenergiebranche in Deutschland. Wichtige Ziele des Vereins sind die Unterstützung der Energiewende mit einem stetigen Ausbau der Windenergie an Land und auf See, die Vernetzung und Wahrnehmung der Interessen ihrer Unternehmen in der Gesellschaft sowie die Organisation von Seminaren und Konferenzen zum Wissens- und Erfahrungsaustausch. Dazu kommt die Präsentation auf Messen und Veranstaltungen. Die Fachkonferenz des Vereins ist die alljährliche Zukunftskonferenz Wind & Maritim in Rostock.